# Decretos de Beneš
Decretos de Beneš é um termo popular (oficialmente eles são chamados de Decretos do Presidente da República - dekrety presidenta republiky) para uma série de leis criadas pelo governo em exílio da Tchecoslováquia durante a Segunda Guerra Mundial na ausência do parlamento tchecoslovaco. Hoje, o termo é mais freqüentemente utilizado para a parte dos decretos que lidam com o estatuto de alemães e húngaros na Tchecoslováquia do pós-guerra; estas provisões se tornaram símbolo de debates históricos sobre a expulsão dos alemães da Tchecoslováquia durante e após a Segunda Guerra Mundial e suas ramificações na política atual.

## Situação hoje
Com duas exceções, 89 dos decretos, éditos, leis e estatutos de Beneš, junto com extensivas páginas de instrução para seu forçamento, são mantidos válidos por sua contínua existência nos estatutos de República Tcheca (1993) e Eslováquia (1993). Estes dois estados sucessores da restaurada Tchecoslováquia permanecem indispostos a revogar os éditos e leis a fim de não contradizerem os resultados da Segunda Guerra Mundial.

## Impacto nas relações políticas atuais
A validade contínua dos decretos afetou até certo ponto as relações políticas entre a República Tcheca e Eslováquia, e seus vizinhos Áustria, Alemanha e Hungria.
Os expulsos se organizaram dentro do Sudetendeutsche Landsmannschaft (parte da Federação dos Expulsos) e se associaram a grupos políticos pedindo a abolição dos decretos de Beneš como baseados no princípio de culpa coletiva. Tribunais europeus e internacionais se recusaram a julgar casos relacionados aos decretos, uma vez que a maior parte dos tratados internacionais quanto aos direitos humanos entraram em vigor após 1945/46.
O ex-Primeiro Ministro tcheco Miloš Zeman insiste que os tchecos não considerariam repelir os decretos por causa de um medo oculto que se o fizerem, abririam as portas para demandas por restituição. Segundo a Time Magazine, o ex-Ministro do Exterior tcheco Jan Kavan argumentou, "Por que nós deveríamos remover os decretos de Beneš?… Eles pertencem ao passado e devem ficar no passado. Muitos dos membros atuais da U.E. possuíam leis similares". 
Em 20 de setembro de 2007 o Parlamento eslovaco confirmou os decretos. Todos os membros que são eslovacos étnicos votaram pela decisão, somente os líderes da minoria húngara votaram contra. O Presidente da Hungria, László Sólyom acredita que isso colocará tensão nas relações húngara-eslovacas.
Liechtenstein não reconhece nem a República Tcheca nem a Eslováquia devido aos decretos e o confisco de propriedade do Príncipe de Liechtenstein devido ao seu lucro com o Nazismo.